# Кушчу-Айрум
Кушчу Айрум (азерб. Quşçu Ayrım) — село в Газахском районе Азербайджана.

## Топоним
Вторая часть названия деревни «Айрум» относится к айрумам, одной из этнографических групп азербайджанцев.

## История
Село основано выходцами из Кедабека.
Данные посемейных списков на 1886 год сообщают о Кущи-Айрумъ в Казахском уезде Елизаветпольской губернии. Население 326 человек (59 дымов) и все «татары»-шииты (азербайджанцы-шииты).
В «Материалы для изучения экономического быта государственных крестьян Закавказского края», в главе про крестьян Казахского уезда говорится, что «Владетели бывшаго Иконiумскаго султанства — Айрумлы имеютъ здесъ представителей: сел. Кущи-Айрумъ и Поладъ-Айрумъ».
Айрумы села заявляли, что их далёкие предки, которые пришли из Рума, на своей первоначальной родине являлись ханами: «Наши предки на своей родине, в Уруме были ханами. Их было семь братьев: Эллаз-хан, Дживреил-хан, Мурад-хан, Меджиг-хан, Джырда-хан, Татар-хан и Шахмурад-хан. За какие-то грехи их выселили из Урума в эти места». Махалля (кварталы) села Кушчу Айрум по данным 1960-х годов: Эллазды, Дживреилли, Гогаллы (Мурадханлы), Магиджили, Джырдаханлы, Татарлы, Шахмурадлы.
Согласно результатам Азербайджанской сельскохозяйственной переписи 1921 года в селе Кушчи-Айрум Казахского уезда Азербайджанской ССР имелось 95 хозяйств, население численностью 393 человек — тюрки-азербайджанцы.
8 августа 1930 года был образован Казахский район Азербайджанской ССР. В 1970-х годах Кушчу Айрум являлось одним из селений Аскипаринского сельсовета данного района.